# Klemme (Iowa)
Klemme es una ciudad ubicada en el condado de Hancock en el estado estadounidense de Iowa. En el Censo de 2010 tenía una población de 507 habitantes y una densidad poblacional de 385,34 personas por km².

## Geografía
Klemme se encuentra ubicada en las coordenadas 43°0′35″N 93°36′5″O / 43.00972, -93.60139. Según la Oficina del Censo de los Estados Unidos, Klemme tiene una superficie total de 1.32 km², de la cual 1.32 km² corresponden a tierra firme y (0%) 0 km² es agua.

## Demografía
Según el censo de 2010, había 507 personas residiendo en Klemme. La densidad de población era de 385,34 hab./km². De los 507 habitantes, Klemme estaba compuesto por el 98.62% blancos, el 0.39% eran afroamericanos, el 0% eran amerindios, el 0.2% eran asiáticos, el 0% eran isleños del Pacífico, el 0% eran de otras razas y el 0.79% pertenecían a dos o más razas. Del total de la población el 0.39% eran hispanos o latinos de cualquier raza.